# Мали Сикавац
Мали Сикавац је мало ненасељено острво у хрватском делу Јадранског мора.
Налази се у акваторији Града Пага југоисточно од острва Велики Сикавац од којег је удаљен око 0,3 km. Површина острва износи 0,136 km². Дужина обалске линије је 1,76 km.. Највиши врх је висок 13 m.
Из поморске карте се види да се на југоисточној страни острвца налази светионик, који емитује светлосни сигнал: R Bl 3s. Домет светионика је 3 mi (4,8 km).